# Ed Butowsky
 (août 2017).
Edward « Ed » Wayne Butowsky (Chappaqua, État de New York, 12 février 1962) est un conseiller et analyste financier américain. Ce millionnaire républicain, fervent partisan de Donald Trump, est accusé dans une action en justice intentée par le détective Rod Wheeler d'avoir participé avec Fox News à la fabrication d'une fausse histoire concernant la mort de Seth Rich afin de détourner l'attention sur une possible intervention du gouvernement russe dans la fuite des emails du Comité national démocrate.